# Académie internationale d'astronautique
Pour les articles homonymes, voir IAA.
L'Académie internationale d'astronautique (International Academy of Astronautics ou IAA) est une organisation non gouvernementale fondée le 16 août 1960 à Stockholm par Theodore von Kármán et dont le siège se trouve à Paris.

## Objectifs
L’IAA s’emploie à promouvoir le développement de l’astronautique à des fins pacifiques, à reconnaître les personnalités qui se sont distinguées dans une branche connexe de la science ou de la technologie et à fournir un programme grâce auquel les membres peuvent contribuer aux efforts internationaux visant à faire progresser la science aérospatiale. Il travaille en étroite collaboration avec la Fédération internationale d'astronautique et les agences spatiales nationales et internationales.

## Présidence
Les débuts de l'Académie ont été dirigés par Theodore von Kármán, l'un des personnages les plus importants de l'évolution de la fusée, et premier président de l'IAA.
Edward C. Stone a occupé ce poste jusqu'en 2009. De 2009 à 2015, G. Madhavan Nair (en), président de l'Organisation indienne pour la recherche spatiale, a été élu président de l'Académie. Puis l'autrichien Peter Jankowitsch lui a succédé. Actuellement, la présidence est occupée par John Schumacher (États-Unis). Le Secrétaire Général est le français Jean-Michel Contant.

## Publications
L'IAA publie la revue Acta Astronautica, éditée par Elsevier Press.

## Attribution de prix
- Prix von Kármán, décerné depuis 1983 pour reconnaître les réalisations exceptionnelles dans toute branche de la science sans limite de nationalité ou de sexe.
- Lauriers du travail d'équipe, décerné depuis 2001.

Enfin, des prix par thèmes :
- Prix de science et prix du meilleur livre de science
- Prix d'ingénierie et prix du meilleur livre d'ingénierie
- Prix de biologie et prix du meilleur livre de biologie
- Prix de sciences sociales et prix du meilleur livre de sciences sociales